# Xenocrasis fulvicollis
Xenocrasis fulvicollis är en skalbaggsart som först beskrevs av Lacordaire 1869.  Xenocrasis fulvicollis ingår i släktet Xenocrasis och familjen långhorningar. Inga underarter finns listade i Catalogue of Life.